# Albert III van Namen
Albert III van Namen (ca. 1035 — 22 juni 1102), graaf van Namen, was een zoon van Albert II van Namen en Regelindis van Lotharingen.
In 1063 volgde Albert zijn vader na diens dood op als graaf van Namen. In 1070 werd hij na de dood van de hertog van Neder-Lotharingen, Godfried II met de Baard, aangesteld tot voogd van de abdij van Stavelot-Malmedy. Hierdoor kreeg hij het publiekelijke gezag over een enorm en strategisch gunstig gelegen gebied dat zich uitstrekte van het dal van de Amblève tot aan de meanders van de Ourthe.
In Neder-Lotharingen werd hij tot vice-hertog benoemd als waarnemer voor de dan pas tweejarige Koenraad van Franken, zoontje van de Duitse keizer Hendrik IV. Bij die gelegenheid ontving hij de villa Echt (Limburg) die hij in leen gaf aan Gerard van Wassenburg. Albert werd door de Duitse koning beleend als graaf van Verdun en behartigde de belangen van Mathilde van Toscane, de weduwe van Godfried met de Bult.
Albert raakte evenwel met andere Lotharingse krijgsheren in een jarenlange strijd verwikkeld. Met Godfried van Bouillon, erfgenaam van Godfried III (met de Bult), twistte Albert van Namen om zekere erfrechten van zijn moeder Regelindis. Hij wist Godfried niet te verdrijven uit Stenay van waaruit deze het gebied van Verdun telkens bedreigde. Albert staakte uiteindelijk de vijandelijkheden en sloot zich aan bij de Godsvrede van Luik (1082).
Na in 1085 de keizerlijke veldheer, paltsgraaf Herman II van Lotharingen, te hebben gedood tijdens een dispuut omtrent het oprichten van een burcht te Dalhem, viel Albert in ongenade bij keizer Hendrik IV. Weldra werd hij ontheven uit zijn hertogelijke functies ten gunste van Godfried van Bouillon. Hij verwierf later nog het graafschap Château-Porcien bij het huwelijk van zijn zoon Godfried van Namen in 1087. Een andere zoon van hem, Frederik van Luik, werd bisschop van Luik.

## Huwelijk en kinderen
Albert was gehuwd met Ida van Saksen (overleden 31 juli 1102,), weduwe van  hertog Frederik van Luxemburg (Neder-Lotharingen) (†1065), dochter van hertog Bernhard II van Saksen en Eilika van Schweinfurt
- Godfried (1068–1139)
- Hendrik (1070-1138), graaf van La Roche, getrouwd met Mathilde van Limburg, dochter van hertog Hendrik I van Limburg en Neder-Lotharingen
- Frederik (†1121), bisschop van Luik
- Albert (†voor 1122), graaf van Jaffa door zijn huwelijk met Mabelia van Roucy, de weduwe van Hugo I van Jaffa
- Adelheid (1068-ca.1124), tweede echtgenote van Otto II van Chiny

## Voorouders
| Voorouders van Albert III van Namen | Voorouders van Albert III van Namen                                          | Voorouders van Albert III van Namen                                          | Voorouders van Albert III van Namen                                          | Voorouders van Albert III van Namen                                          | Voorouders van Albert III van Namen                                          | Voorouders van Albert III van Namen                                          | Voorouders van Albert III van Namen                                          | Voorouders van Albert III van Namen                                          |
| ----------------------------------- | ---------------------------------------------------------------------------- | ---------------------------------------------------------------------------- | ---------------------------------------------------------------------------- | ---------------------------------------------------------------------------- | ---------------------------------------------------------------------------- | ---------------------------------------------------------------------------- | ---------------------------------------------------------------------------- | ---------------------------------------------------------------------------- |
| Overgrootouders                     | Robrecht I van Namen (925–981) ∞ ? (–)                                       | Robrecht I van Namen (925–981) ∞ ? (–)                                       | Karel van Neder-Lotharingen (953–992) ∞ 975 Adelheid (–)                     | Karel van Neder-Lotharingen (953–992) ∞ 975 Adelheid (–)                     | Godfried van Verdun (930–1002) ∞ 961 Mathilde van Saksen (942–1008)          | Godfried van Verdun (930–1002) ∞ 961 Mathilde van Saksen (942–1008)          | ? (–) ∞ ? (–)                                                                | ? (–) ∞ ? (–)                                                                |
| Grootouders                         | Albert I van Namen (973/81–1011) ∞ Ermengarde van Lotharingen (–)            | Albert I van Namen (973/81–1011) ∞ Ermengarde van Lotharingen (–)            | Albert I van Namen (973/81–1011) ∞ Ermengarde van Lotharingen (–)            | Albert I van Namen (973/81–1011) ∞ Ermengarde van Lotharingen (–)            | Gozelo I van Lotharingen (963/70–1044) ∞ ? (–)                               | Gozelo I van Lotharingen (963/70–1044) ∞ ? (–)                               | Gozelo I van Lotharingen (963/70–1044) ∞ ? (–)                               | Gozelo I van Lotharingen (963/70–1044) ∞ ? (–)                               |
| Ouders                              | Albert II van Namen (1000–1064) ∞ 1035 Regelindis van Lotharingen (994–1064) | Albert II van Namen (1000–1064) ∞ 1035 Regelindis van Lotharingen (994–1064) | Albert II van Namen (1000–1064) ∞ 1035 Regelindis van Lotharingen (994–1064) | Albert II van Namen (1000–1064) ∞ 1035 Regelindis van Lotharingen (994–1064) | Albert II van Namen (1000–1064) ∞ 1035 Regelindis van Lotharingen (994–1064) | Albert II van Namen (1000–1064) ∞ 1035 Regelindis van Lotharingen (994–1064) | Albert II van Namen (1000–1064) ∞ 1035 Regelindis van Lotharingen (994–1064) | Albert II van Namen (1000–1064) ∞ 1035 Regelindis van Lotharingen (994–1064) |
| Albert III van Namen (1035–1102)    |                                                                              |                                                                              |                                                                              |                                                                              |                                                                              |                                                                              |                                                                              |                                                                              |